# Porte du Couronné d'Yutz
La porte du Couronné d'Yutz dite porte de Sarrelouis, est un vestige de fortification situé sur le territoire communal de Thionville, dans le département de la Moselle.

## Histoire
À partir de 1744, Louis de Cormontaigne, nommé directeur des fortifications de Metz (fort de Bellecroix), Thionville et Bitche, débute l'édification du couronné de Yutz et de sa porte, aussi appelée porte de Sarrelouis.
Elle est classée aux monuments historiques depuis le 21 décembre 1984.